# マキシム・リフォントフ
マキシム・リフォントフ（Maxim Vyacheslavovich Lifontov, Максим Вячеславович Лифонтов; 1986年12月30日 - ）は、カザフスタンのラグビーユニオン選手。

## プロフィール
- アルマトイ出身。
- ポジションはセンター(CTB)。
- ラグビーカザフスタン代表に選ばれている。

## 来歴
現在はロシアのクラスノヤルスクを本拠地に持つチームJenissei-STM Krasnojarskに所属している。